# Ulises de la Cruz
Ulises Hernán de la Cruz Bernardo, född 8 februari 1974 i Piquiucho, är en ecuadoriansk före detta fotbollsspelare som bland annat representerade Ecuadors landslag.

## Meriter

### Klubblag
LDU Quito
- Serie A: 1998, 1999, 2010
- Recopa Sudamericana: 2009, 2010
- Copa Sudamericana: 2009

### Landslag
Ecuador
- Canada Cup: 1999